# 몬테이 엘리스
몬테이 엘리스(영어: Monta Ellis, 1985년 10월 26일 ~ )는 미국의 농구 선수이자 미국 프로 농구 인디애나 페이서스의 선수이다.